# Marloes Coenen
Marloes Coenen (31 de marzo de 1981) es una artista marcial mixta neerlandesa retirada. Profesional desde el año 2000, fue campeona de peso gallo de Strikeforce.

## Carrera de artes marciales mixtas
Coenen debutó en las artes marciales mixtas en noviembre de 2000 obteniendo ocho victorias consecutivas, en su cuarta victoria ya se había proclamado campeona del torneo que otorgaba la copa mundial de ReMix en el año 2000.
Antes de su combate en 2004 contra Erin Toughill, Coenen fue acusada de haber definido a Toughill como la "personificación de la arrogancia". Sin embargo, más tarde se confirmó que estas declaraciones no fueron hechas y que Coenen solo tenía buenas palabras que decir acerca de su rival.
El 27 de mayo de 2007 llegó a la final del torneo K-Grace 1 pero perdió frente a Roxanne Modafferi por decisión dividida.
Más tarde Coenen llegó a firmar un contrato con la promoción norteamericana EliteXC pero no llegó a debutar debido a que poco después la promoción quedó disuelta en 2008.
El 7 de noviembre de 2009 Coenen debuta en Strikeforce y tan solo un año más tarde se proclamó campeona de peso gallo tras vencer a la canadiense Sarah Kaufman. En su siguiente combate Coenen lograría la defensa del título frente a Liz Carmouche pero unos meses más tarde perdía el título en su segunda defensa frente a Miesha Tate.

### Invicta FC y DREAM
Durante el año 2012 obtuvo dos nuevas victorias, la primera en Invicta FC 1 y la segunda en el evento de fin de año de DREAM.
En su último combate en Invicta, Coenen se enfrentó a Cristiane Justino en una revancha de su combate de 2010 (donde Justino ganó por nocaut técnico) por el campeonato inaugural de peso pluma en Invicta FC 6 el 13 de julio de 2013. Coenen perdió de nuevo ante Justino por nocaut técnico en el cuarto asalto para convertirse en la primera campeona de peso pluma de Invicta FC.

### Bellator MMA
En agosto de 2014, se anunció que Coenen había firmado con Bellator junto con Julia Budd.
Coenen hizo su debut contra Annalisa Bucci el 24 de octubre de 2014 en Bellator 130. Coenen ganó la pelea por sumisión en la tercera ronda.
El 28 de agosto de 2015, Coenen se enfrentó a Arlene Blencowe en Bellator 141. Coenen ganó la pelea por sumisión en la segunda ronda.

## Campeonatos y logros
| - Strikeforce - Campeona de Peso Gallo (Una vez) - Una defensa exitosa del título - ReMix: World Cup 2000 - Campeona mundial del torneo ReMix (2000) - K-Grace 1 - Finalista del torneo (2007) | - Campeona nacional de los Países Bajos - ADCC Submission Wrestling World Championship - Medalla de bronce en la categoría de menos de 67 kg (2007) |

## Récord en artes marciales mixtas
| Resultado | Récord | Oponente           | Método                        | Evento                               | Fecha                   | Ronda | Tiempo | Localización              | Notas                                                             |
| --------- | ------ | ------------------ | ----------------------------- | ------------------------------------ | ----------------------- | ----- | ------ | ------------------------- | ----------------------------------------------------------------- |
| Derrota   | 23–8   | Julia Budd         | TKO (golpes)                  | Bellator 174                         | 3 de marzo de 2017      | 4     | 2:42   | Thackerville, Oklahoma    | Por el Campeonato inaugural de Peso Pluma de mujeres de Bellator. |
| Derrota   | 23–7   | Alexis Dufresne    | Sumisión (triangle armbar)    | Bellator 155                         | 20 de mayo de 2016      | 1     | 4:33   | Boise, Idaho              |                                                                   |
| Victoria  | 23–6   | Arlene Blencowe    | Sumisión (armbar)             | Bellator 141                         | 28 de agosto de 2015    | 2     | 3:23   | Temecula, California      |                                                                   |
| Victoria  | 22–6   | Annalisa Bucci     | Sumisión (rear-naked choke)   | Bellator 130                         | 24 de octubre de 2014   | 3     | 0:57   | Mulvane, Kansas           |                                                                   |
| Derrota   | 21–6   | Cristiane Justino  | TKO (golpes y codazos)        | Invicta FC 6                         | 13 de julio de 2013     | 4     | 4:02   | Kansas City, Misuri       | Por el Campeonato inaugural de Peso Pluma de Invicta FC.          |
| Victoria  | 21–5   | Fiona Muxlow       | Sumisión (armbar)             | DREAM 18                             | 31 de diciembre de 2012 | 1     | 3:29   | Saitama                   |                                                                   |
| Victoria  | 20–5   | Romy Ruyssen       | Decisión (unánime)            | Invicta FC 1                         | 28 de abril de 2012     | 3     | 5:00   | Kansas City, Kansas       |                                                                   |
| Derrota   | 19–5   | Miesha Tate        | Sumisión (arm-triangle choke) | Strikeforce: Fedor vs. Henderson     | 30 de julio de 2011     | 4     | 3:03   | Hoffman Estates, Illinois | Perdió el Campeonato Femenino de Peso Gallo de Strikeforce.       |
| Victoria  | 19–4   | Liz Carmouche      | Sumisión (triangle choke)     | Strikeforce: Feijao vs. Henderson    | 5 de marzo de 2011      | 4     | 1:29   | Columbus, Ohio            | Defendió el Campeonato Femenino de Peso Gallo de Strikeforce.     |
| Victoria  | 18–4   | Sarah Kaufman      | Sumisión (armbar)             | Strikeforce: San Jose                | 9 de octubre de 2010    | 3     | 1:59   | San José, California      | Ganó el Campeonato Femenino de Peso Gallo de Strikeforce.         |
| Derrota   | 17–4   | Cristiane Justino  | TKO (golpes)                  | Strikeforce: Miami                   | 30 de enero de 2010     | 3     | 3:40   | Sunrise, Florida          | Por el Campeonato Femenino de Peso Pluma de Strikeforce.          |
| Victoria  | 17–3   | Roxanne Modafferi  | Sumisión (armbar)             | Strikeforce: Fedor vs. Rogers        | 7 de noviembre de 2009  | 1     | 1:05   | Hoffman Estates, Illinois | Debut en Strikeforce.                                             |
| Derrota   | 16–3   | Cindy Dandois      | Decisión (unánime)            | Beast of the East                    | 24 de enero de 2009     | 3     | 5:00   | Zutphen                   |                                                                   |
| Victoria  | 16–2   | Asci Kubra         | TKO (golpes)                  | KOE: Tough Is Not Enough             | 5 de octubre de 2008    | 1     | 1:51   | Róterdam                  |                                                                   |
| Victoria  | 15–2   | Romy Ruyssen       | Sumisión (rear-naked choke)   | SLV 3: Thaibox Gala Night            | 2 de agosto de 2008     | 2     | 4:45   | Basilea                   |                                                                   |
| Victoria  | 14–2   | Asci Kubra         | Sumisión (armbar)             | Beast of the East                    | 31 de mayo de 2008      | 1     |        | Zutphen                   |                                                                   |
| Derrota   | 13–2   | Roxanne Modafferi  | Decisión (dividida)           | K-Grace 1                            | 27 de mayo de 2007      | 2     | 3:00   | Tokio                     |                                                                   |
| Victoria  | 13–1   | Magdalena Jarecka  | Sumisión (rear-naked choke)   | K-Grace 1                            | 27 de mayo de 2007      | 2     | 1:35   | Tokio                     |                                                                   |
| Victoria  | 12–1   | Keiko Tamai        | Sumisión (rear-naked choke)   | K-Grace 1                            | 27 de mayo de 2007      | 1     | 2:01   | Tokio                     |                                                                   |
| Victoria  | 11–1   | Majanka Lathouwers | Sumisión (armbar)             | Shooto Holland: Ultimate Glory 2     | 21 de enero de 2007     | 2     | 3:10   | Utrecht                   |                                                                   |
| Victoria  | 10–1   | Yoko Takahashi     | Sumisión (armbar)             | G-Shooto 04                          | 11 de marzo de 2006     | 1     | 0:39   | Tokio                     |                                                                   |
| Victoria  | 9–1    | Yuuki Kondo        | KO (golpe)                    | Smackgirl: Cool Fighter's Last Stand | 30 de abril de 2005     | 2     | 0:50   | Shizuoka                  |                                                                   |
| Derrota   | 8–1    | Erin Toughill      | KO (golpe)                    | Smackgirl: World ReMix 2004          | 19 de diciembre de 2004 | 1     | 5:00   | Shizuoka                  |                                                                   |
| Victoria  | 8–0    | Yoko Takahashi     | TKO (golpes)                  | Smackgirl: World ReMix 2004          | 19 de diciembre de 2004 | 1     | 2:30   | Shizuoka                  |                                                                   |
| Victoria  | 7–0    | Miwako Ishihara    | Decisión (mayoritaria)        | Shooto: Wanna Shooto 2002            | 14 de abril de 2002     | 2     | 5:00   | Tokio                     |                                                                   |
| Victoria  | 6–0    | Megumi Yabushita   | Sumisión (rear-naked choke)   | Jd': No Holds Barred                 | 13 de enero de 2002     | 1     | 2:27   | Tokio                     |                                                                   |
| Victoria  | 5–0    | Yoko Takahashi     | Sumisión (armbar)             | ReMix: Golden Gate 2001              | 3 de mayo de 2001       | 1     | 1:11   | Japón                     |                                                                   |
| Victoria  | 4–0    | Megumi Yabushita   | Decisión (unánime)            | ReMix: World Cup 2000                | 5 de diciembre de 2000  | 3     | 5:00   | Tokio                     | Campeona mundial de ReMix 2000.                                   |
| Victoria  | 3–0    | Becky Levi         | Sumisión (armbar en el aire)  | ReMix: World Cup 2000                | 5 de diciembre de 2000  | 1     | 1:25   | Tokio                     |                                                                   |
| Victoria  | 2–0    | Mika Harigai       | Sumisión (rear-naked choke)   | ReMix: World Cup 2000                | 5 de diciembre de 2000  | 1     | 0:31   | Tokio                     |                                                                   |
| Victoria  | 1–0    | Yuuki Kondo        | Sumisión (armbar)             | LLPW – L-1 2000: The Strongest Lady  | 22 de noviembre de 2000 | 1     | 2:37   | Tokio                     |                                                                   |